# Малюр рудий
Малюр рудий (Clytomyias insignis) — вид горобцеподібних птахів родини малюрових (Maluridae).

## Поширення
Вид поширений в Новій Гвінеї. Мешкає в густих підлісках гірських тропічних лісів на висоті 2000-3000 м.

## Опис
Дрібна пташка. Тіло завдовжки 14-16 см, вагою 10-14 г. Голова рудувато-помаранчева, спина та хвіст оливково-коричневі, нижня частина тіла рудо-коричнева.

## Підвиди
- C. i. insignis Sharpe, 1879 — номінальний підвид, поширений на півострові Чендравасіх в північно-західній частині Нової Гвінеї;
- C. i. oorti — Rothschild & Hartert, 1907 — поширений в центральному хребті Нової Гвінеї від західної частини острова до хребта Оуен Стенлі на південному сході.